# Pinky, Elmyra & the Brain
Pinky, Elmyra & the Brain è una serie animata, spin-off di Pinky and the Brain, trasmessa originalmente su The WB dal 1998 al 1999.

## Trama
Un giorno, dopo la distruzione del laboratorio, Mignolo e Prof. si trovano improvvisamente in un negozio di animali fino a quando non vengono adottati da Elmyra Duff (una ragazzina, personaggio de I favolosi Tiny). La trama degli episodi consiste ancora nei tentativi di Prof. di conquistare il mondo, vanificati dalle stupidità di Mignolo ed Elmyra.

## Episodi
| Stagione       | Episodi | Prima TV originale | Prima TV Italia |
| -------------- | ------- | ------------------ | --------------- |
| Prima stagione | 13      | 1998-1999          | 2004            |

## Personaggi e interpreti
- Prof, doppiato originalmente da Maurice LaMarche, doppiato in italiano da Paolo Buglioni.[1]
- Mignolo, doppiato originalmente da Rob Paulsen, doppiato in italiano da Fabrizio Mazzotta.[1]
- Elmyra Duff,[N 1] doppiata originalmente da Cree Summer, doppiata in italiano da Ilaria Latini.[1]
- Rudy Mookich, doppiato originalmente da Nancy Cartwright, doppiato in italiano da Leonardo Graziano.[1]
- Gatto di Elmyra, doppiato in italiano da Fabrizio Mazzotta.[1]

## Produzione

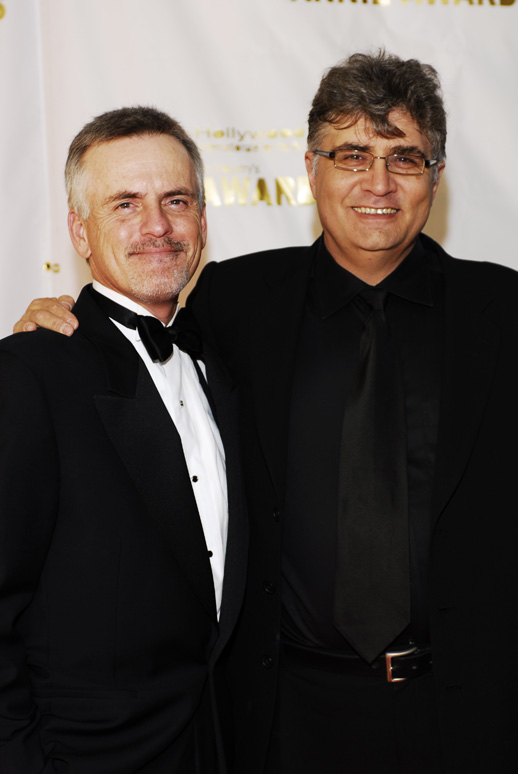
Rob Paulsen (a sinistra) e Maurice LaMarche alla trentaquattresima edizione dell'Annie Awards.

Steven Spielberg è stato il produttore esecutivo per tutte le due serie. Della squadra di produzione facevano parte anche Tom Ruegger, Jean MacCurdy ed Andrea Romano.

## Distribuzione
Gli ultimi sette episodi furono trasmessi nel programma The Cat&Birdy Warneroonie PinkyBrainy Big Cartoonie Show, in cui veniva trasmesso un segmento alla volta anziché episodi completi. L'eccezione a questo cambiamento fu l'episodio 10, che essendo l'unico non diviso in segmenti andò in onda interamente.
Il doppiaggio italiano è stato eseguito da Time Out Cin.ca, con la direzione del doppiaggio di Massimo Giuliani e Tiziana Lattuca.

## Accoglienza
La scelta di cambiare l'ambientazione fu criticata dai fan e dagli stessi ideatori e produttori, tanto che persino nella sigla un verso dice "è questo che vuole il network, perché insistere a lamentarsi?". Infatti la serie si rivelò un flop dopo pochissimi episodi. Nonostante ciò, la serie ha vinto un Emmy come migliore programma per bambini, nel 2000.

## Riconoscimenti
- Emmy Award
  - 2000 - Migliore programma per bambini